# Too lonely
Too lonely is een lied dat werd geschreven door Neil Young. Samen met Crazy Horse bracht hij het in 1987 uit op het album Life. Deze versie werd op 19 november 1986 live opgenomen in het Universal Amphitheatre in Californië. Hij bracht ook nog een radiosingle met een bewerkte versie uit.
Volgens Music Arcades vormt dit nummer een trilogie met twee andere nummers op het album Life: Prisoners of rock 'n' roll en Cryin' eyes. Een eerste overeenkomst bestaat uit de ruwheid van deze drie nummers, terwijl de andere albumnummers gepolijster zijn. Een andere overeenkomst is het thema van mensen die hun eigen ding doen en niet snel iets van een ander aannemen. Op het album volgen de drie nummers elkaar op. De titel van dit lied luidt voluit (vertaald) te eenzaam om verliefd te worden.
Het is een hardrock-nummer waarin hij op de elektrische gitaar een loopje speelt uit Satisfaction (1965) van The Rolling Stones. Hij gebruikte dit loopje ook al in tegengestelde volgorde in Mr. Soul (1967), een lied waarin hij de sterrenstatus van artiesten bekritiseert.
De punkband The Empy Set onder leiding van Ron Asheton bracht in 1999 een cover van het nummer uit op het album This note's for you too!